# Warriors Bologna
I Warriors Bologna a.s.d. sono una squadra di football americano di Bologna.
Fondati il 14 gennaio 1981 con il nome di Alfheim Warriors (Álfheimr è il nome della dimora degli elfi nella mitologia norrena), sono uno dei team più antichi e blasonati d'Italia con 7 apparizioni al Superbowl italiano e 1 vittoria (nel 1986). La traduzione più corretta in lingua italiana sarebbe quindi Guerrieri della Terra degli Elfi, ma il soprannome usato da giornalisti, addetti ai lavori ed appassionati è semplicemente Guerrieri.

## Storia

### Le origini
Il 14 gennaio 1981 nasce ufficialmente la società sportiva Alfheim Warriors con Antonio Simone presidente, Paolo Parlangeli e Massimo Terracina consiglieri (tutti giocatori), e l'intento di creare la prima squadra di football americano a Bologna.
Nel mese di settembre, con la nomina a presidente del Professor Attilio Lodi, medico e docente della cattedra di Endocrinologia all'Università locale, e con l'arrivo di due allenatori statunitensi, il coordinatore dell'attacco e capo allenatore Roger Greiger, e il coordinatore della difesa Albert Al Volpini (anche giocatore, nel ruolo di linebacker), la squadra comincia ad avere una prima organizzazione dedita a risolvere le principali difficoltà sia di natura economica che tecnica.
Il primo logo utilizzato sui caschi da gioco è una stella stilizzata (riportante le iniziali AW), emblema che ricordava lo stemma dei celebri Dallas Cowboys, una delle squadre simbolo della lega professionistica americana NFL ed allora in auge. La squadra disputò inoltre i primi scrimmage tra i propri giocatori e contro la rinata formazione dei Diavoli Modena, una delle squadre della LIF di Bruno Beneck che poi cambierà il nome in Falchi Modena.
Il 5 Dicembre 1981, all'antistadio del Renato Dall'Ara di Bologna, i Guerrieri disputano la prima partita amichevole ufficiale contro i Redskins Verona (che scendono in campo con maglie verdi prestate per l'occasione dai Rams Milano) e la vincono.

### Il primo campionato
Il 1982 è l'anno del debutto nel campionato organizzato dall'Associazione Italiana Football Americano (AIFA) di Giovanni Gionni Colombo, nel Girone Centro assieme ai Campioni d'Italia dei Rhinos Milano e ad altre quattro squadre (Grizzlies Roma, Aquile Ferrara, Falchi Modena, Redskins Verona). Lo sponsor contrattualizzato per l'intera stagione è Effer, azienda specializzata nella produzione di gru per l'edilizia e la movimentazione merci. Il campo da gioco è quello del Dopolavoro Ferroviario in via Sebastiano Serlio, e gli avversari sono i Grizzlies presieduti dal celebre tennista Nicola Pietrangeli, pure all'esordio con questo nome ma eredi dei Lupi Roma vincitori del primo campionato LIF. Incontro combattuto e incerto fino all'ultimo, davanti a 2.000 spettatori la spuntano i romani per 13 - 12 e pesano le trasformazioni da 2 punti fallite dopo i touchdown guerrieri di Joseph Inzinna (#48) e Massimo Mandreoli (#21), entrambi segnati su corsa. C'è dell'amaro in bocca per una sconfitta sul filo del rasoio, ma l'entusiasmo attorno alla squadra è tanto.
In questo campionato i bolognesi schierano due stranieri: gli studenti statunitensi di Medicina James O'Brien (#70), che giocherà nella linea d'attacco anche nella stagione successiva, e il runningback Joseph Joe Inzinna (utilizzato anche come lanciatore in option) che, come detto, ha segnato i primi punti della Storia guerriera in quella fangosa partita al Dopolavoro, e sarà una spina nel fianco nelle difese avversarie per quattro stagioni totali.
Dopo una sconfitta contro i Rhinos Milano, team dominante nei primi anni '80, arriva la prima vittoria contro i Falchi Modena per 38 - 0. I Guerrieri chiudono la regular season (traducibile in lingua italiana con stagione regolare, un girone all'italiana con andata e ritorno) con un record di 6 vittorie e 4 sconfitte, ed un terzo posto che non basta a qualificarli per i play-off (vi accedono le prime due squadre di ogni raggruppamento).
A settembre arriva l'occasione di partecipare alla Northern Italian Football League (NIFL), il campionato delle Basi NATO dell'Italia settentrionale cui vengono invitate alcune squadre italiane : record di 1 - 6 con una sola vittoria ottenuta a tavolino contro i Frogs Gallarate (per rinuncia), ma utile esperienza per i giocatori italiani che si confrontano con avversari non professionisti ma comunque nativi di questa disciplina sportiva.

### La crescita e la prima finale
Staff tecnico, squadra e sponsor vengono confermati, e la novità del 1983 consiste nel trasferimento ad un nuovo campo da gioco dagli spalti più capienti, quello del Giardino della Lunetta Gamberini (detto semplicemente Lunetta dagli appassionati) in via degli Orti, che diventerà la casa del football americano a Bologna.
Nel campionato AIFA la squadra mette bene a frutto quanto imparato nell'anno precedente, e migliora il record della stagione regolare, chiudendo con 7 - 1 - 2 e il secondo posto nel Girone Centro dietro la sorprendente e tosta matricola marchigiana degli Angels Pesaro. È l'anno del debutto dei cugini Doves Bologna sponsorizzati Stiassi (azienda che produce cancelleria per la scuola e l'ufficio), che vengono battuti 28 - 10 nel primo derby introdotto da un'esibizione musicale dei Nomadi, con prestazioni dei runningback Paolo Taz Fantazzini (#30), Giorgio Longhi (#32) e Massimo Mandreoli (#21) che sono agevolati negli sfondamenti centrali (detti dive) dall'ottimo lavoro eseguito della linea d'attacco, e del wide receiver (ma occasionalmente portatore di palla) Paolo Parlangeli (#87) e poi 34 - 20 nel secondo. Entrambe le partite sono partecipate da 6 - 7.000 spettatori che gremiscono all'inverosimile gli spalti dell'impianto sportivo e il prato attorno al perimetro di gioco. Grazie anche alla stracittadina, il football cresce la propria importanza nel panorama sportivo locale, nel quadro di un movimento nazionale complessivamente in crescita per numero di iscritti, squadre partecipanti, pubblico, sponsorizzazioni ed attenzione mediatica, nonostante le difficoltà strutturali di uno sport complesso ed oneroso da organizzare.
I Guerrieri devono giocare il quarto di finale dei play-off in trasferta, il 18 giugno al Campo Carlo Speroni di Busto Arsizio, a casa dei Frogs vice-campioni d'Italia: l'impresa sembra una di quelle impossibili, ma la squadra performa una partita impeccabile in difesa e il pacchetto dei runningback (Joseph Inzinna #48, Giorgio Longhi #32, Massimo Terracina #27) totalizza 28 punti contro 6, incluso un lancio dello stesso Inzinna per il wide receiver Stefano Pedrini (#86) che poi corre in touchdown. La semifinale viene giocata contro i Rams Milano alla Lunetta, ed è un'altra affermazione netta (27 - 6) ancora marcata da una prestazione offensiva superba dei portatori di palla.
Ed arriva la prima partecipazione al Superbowl italiano, in programma il 9 luglio al Palazzo dello Sport della Fiera di Genova, una struttura polivalente indoor utilizzata per il basket, il motocross, ed altri eventi sportivi e di spettacolo. Gli avversari sono i Campioni d'Italia in carica dei Rhinos Milano sponsorizzati Manin (l'hotel nel centro milanese di cui sono proprietari i fratelli Colombo) e guidati dall'head coach (capo allenatore) Raymond Ray Semko (ex-combattente nel Vietnam, sergente maggiore specialista del controspionaggio ed allocato alla Base NATO di Vicenza), quasi imbattuti nei primi tre campionati AIFA (un solo incontro perso, contro i Grizzlies Roma, e 32 vittorie). Davanti a 12.000 spettatori i bolognesi si portano in vantaggio 14 - 0 con td di Inzinna (trasformato su corsa da Longhi) nel primo quarto e di Mingarelli (#83) su lancio del QB Piero Petroni (#18) all'inizio del terzo quarto, poi subiscono la rimonta dei milanesi con segnature di Antonio Tony Nori (#32) su pass e dell'americano Rick Bynum (#30) su corsa, ma questa seconda meta non viene trasformata e i Guerrieri restano in vantaggio 14 - 13. Negli ultimi secondi della partita il QB Lino Benezzoli (#17) lancia un Hail Mary pass per Gianluca Lupo Gerosa (#82, nominato MVP della partita) che s'invola nella end zone, Giovanni Pietro Zoncati (#52) trasforma su calcio e il risultato finale è un 20 - 14 per la terza affermazione consecutiva dei Rhinos e la delusione dei bolognesi e dei loro tifosi, che sono giunti nel capoluogo ligure con sei pullmann e mezzi privati.

### Guerrieri nazionali
Il 1983 è l'anno del primo Campionato europeo di football americano per nazioni, che è organizzato dalla AFEF e si disputa allo Stadio Vince Lombardi di Castel Giorgio, il primo impianto sportivo costruito per il football americano in Europa, voluto anni addietro da Bruno Beneck e Marcello Loprencipe.
Sette giocatori biancoblù vengono convocati nella nazionale italiana: i già citati runningback Longhi (che vestirà la maglia azzurra #36, anziché il classico #32) e Mandreoli (#15), il defensive end Alfredo Gastineau Ferrandino (#69), il centro Leonardo Lodi (#66), il wide receiver Lucio Mingarelli (#84), il tight end Alessandro Tugnoli (#86), e l'offensive guard Furio Zancanaro (#?). Grazie anche al contributo guerriero, l'Italia vince il torneo, battendo in semifinale l'Austria per 87 - 0 (3 td di Longhi, 1 safety di Ferrandino) e in finale la Finlandia per 18 - 6 (1 td di Longhi).
In settembre, la nazionale affronta in un'amichevole allo Stadio Renato Dall'Ara i Blue Knights Vicenza, una delle due squadre della Base NATO vicentina, e vince per 7 - 6.
Chiude l'anno agonistico dei Warriors la partecipazione al campionato delle Basi NATO, questa volta conclusa con due vittorie (2 - 4) contro Seamen Milano e Giaguari Torino.

### La seconda finale
Il campionato AIFA del 1984, per i Guerrieri è una replica del precedente. O'Brien lascia per motivi di studio, e viene sostituito da un defensive lineman statunitense: Jim Winston (#65) da Linfield College dove dal 1979 al 1982 si è messo in mostra nella squadra di football (i Wildcats), ed è stato selezionato per il NAIA first-team All-American e il Little All-American dai giornalisti dell'Associated Press; nel 2010 sarà introdotto nella Hall of Fame del college. Una difesa tosta e un attacco basato molto sulle corse permettono al team bolognese di chiudere la regular season al primo posto nel girone ed imbattuti, con un ottimo 8 - 2 - 0 incluse due vittorie in altrettante stracittadine con le Colombe (traduzione letterale dell'inglese doves, ma scherzosamente i tifosi guerrieri usano appellare gli avversari con il gergale bolognese piccioni), che pure crescono e chiudono al secondo posto con un record di 7 - 1 - 2; in particolare, il primo derby viene firmato da una prestazione ottima del giovane QB guerriero Gianluca Poggipolini (#20, 22 anni) che entra dalla panchina e lascia ai posteri: 7 lanci completati su 7 tentativi, 119 yard guadagnate e 2 TD pass per Stefano Pedrini (#86).
I Warriors approdano ai play-off con il migliore attacco (334 punti segnati), la migliore difesa (33 subiti), e col beneficio del fattore campo. Alla Lunetta liquidano i Seamen Milano per 14 - 3, poi in semifinale affrontano gli Angels Pesaro in un confronto molto falloso e tirato fino all'ultimo quarto, quando un punt profondo e preciso di Fabiano Fontana (#29) manda la palla nell'angolo vicino alla end zone avversaria, “uccidendo” la partita sul 14 - 11; il punter guerriero sarà giudicato “all’altezza dei pro” dall'head coach dei Cleveland Browns, l'italo-americano Sam Rutigliano, presente in tribuna.
È il momento del IV Superbowl italiano, il secondo consecutivo disputato dai bolognesi, che si gioca il 7 luglio allo Stadio Romeo Neri di Rimini: stavolta gli avversari sono i Frogs Busto Arsizio che in semifinale hanno battuto i cugini 24 - 21; i Rhinos Milano sponsorizzati Maxicono hanno invece disputato una stagione insoddisfacente, complici alcune defezioni importanti e prima fra tutte quella del QB titolare Lino Benezzoli infortunatosi gravemente in un allenamento pre-campionato con un contatto accidentale con il defensive lineman Marco Del Freo, e hanno fallito la qualificazione ai play-off. Davanti a 15.000 spettatori, alle telecamere di Rete 4 e a una copertura radiofonica nazionale, i Guerrieri giocano una partita nervosa, con molti errori in cabina di regia, fumble dei runningback e dei kick returner, e soffrono il passing game avversario che parte dal braccio ispirato di Pier Gallivanone (#12, sostituirà l'infortunato Benezzoli nella Nazionale italiana e nel 2006 sarà introdotto nella Hall of Fame Italy, la hall of fame del football americano in Italia) e come terminali trova due wide receiver statunitensi di ottimo livello, Melvin Mallory (#86) e Stephen Moore (#15), oltre alle corse efficaci degli italiani Giorgio Mazzucchelli (#45) e Andrea De Tomasi (#42); per contro, oltre alle citate palle perse, il passing game bolognese è deficitario (1 - 11 e 2 intercetti per il QB titolare Paolo Petroni, e 1 - 6 per Gianluca Poggipolini che entra a 1:40 dalla fine, in una situazione disperata). La difesa argina il possibile ma non basta, i Guerrieri segnano con Paolo Parlangeli (#87) su lancio di Joe Inzinna nell'ultimo quarto poi subiscono un field goal dal piede di Riccardo Viganò (#18), e 6 - 16 è il risultato finale di un incontro che non hanno mai dato l'impressione di potere vincere.

### Il sorpasso dei "cugini"

Joe Inzinna in azione per gli Warriors nella stagione 1985

La preparazione della squadra per il massimo campionato AIFA del 1985 è alquanto difficoltosa: alcuni giocatori lasciano lo sport per motivi lavorativi e/o familiari, altri migrano verso altre squadre, i Guerrieri non giocano il campionato delle Basi NATO nell'autunno del 1984 e, per giunta, l'inverno è piuttosto rigido a Bologna, con maltempo e forti nevicate che limitano gli allenamenti all'aperto (ma, d'altronde, le condizioni climatiche affliggono anche i concittadini Doves che, al contrario, faranno un ulteriore salto di qualità). Lascia il DE Jim Winston che raggiungerà i ranghi degli esordienti Towers Bologna a campionato iniziato, e al suo posto arriva un giovane giocatore consigliato da Sam Rutigliano, il linebacker Vernon Vernellone Hargreaves (#63) dall'Università del Connecticut, che ha militato nei Cleveland Browns del 1983 e diventerà un pilastro della difesa biancoblù per cinque campionati italiani, amatissimo da compagni di squadra e pubblico, mentre farà l'allenatore dei linebacker degli UConn Huskies sull'altra sponda dell'Oceano Atlantico, in altrettanti autunni. C'è anche un nuovo sponsor principale, a sostenere le spese crescenti di uno sport oneroso: sulle maglie biancoblù ora campeggia il logo della Bonfiglioli Riduttori, azienda leader nella produzione di riduttori per macchine industriali.
La stagione comincia con 5 vinte e 1 persa: il 30 marzo la Lunetta Gamberini viene violata per la prima volta dal 1982 (allora fu per mano dei Rhinos Milano) e dopo 17 incontri casalinghi senza sconfitte, dai Jets Bolzano che in attacco schierano un halfback imprendibile, Bobby Davis, autore di 3 td per il 14 - 21 finale. Con tanta rabbia in corpo, i Guerrieri tornano subito vincenti nell'incontro inter-divisionale con gli arci-nemici Angels Pesaro, battuti nettamente con un perentorio 24 - 3, e segnano altre buone prestazioni, ma infortuni e stanchezza condizionano le ultime gare di regular season, nelle quali perdono per la prima volta il derby con le Colombe (6 - 9) e poi, privi di 13 titolari tra attacco e difesa, capitolano 7 - 8 in casa contro i Redskins Verona ultimi nel girone e già retrocessi, che proprio a Bologna guadagnano gli unici 2 punti in classifica; al termine della partita contro i veronesi, arrivati in Emilia con un roster di appena 29 giocatori da mettere a referto, arriva anche la prima contestazione della tifoseria alla squadra con l'acclamazione degli avversari vittoriosi. I Warriors chiudono il Girone Nord al secondo posto dietro la rivelazione Jets Bolzano, con un record di 8 – 0 – 4, la terza difesa del campionato per punti subiti (65) ma appena il nono attacco (171), e devono disputare una wild card (uno spareggio) contro gli Angels Pesaro per accedere ai quarti di finale.
Sabato 8 giugno vanno in scena due incontri di play-off sul campo periferico bolognese: nel pomeriggio, le Colombe battono nettamente i Giaguari Torino per 37 - 7, e la sera i Guerrieri perdono per 6 - 7 la loro wild card contro i pesaresi. Con Petroni, Castelvetri, Inzinna e Longhi infortunati, sono i runningback Mandreoli e Fantazzini a spingere l'attacco, e all'inizio del secondo quarto il primo segna il td del temporaneo vantaggio; quindi segue una partita in grande equilibrio, con le difese che dominano gli attacchi avversari, fino a un passaggio da 35 yard dell'americano Scott Swallow (#33) per Agnoletti che avvicina Pesaro alla end zone: dopo 8 tentativi, gli ospiti riescono a pareggiare e a portarsi avanti con la segnatura dell'extra point, e i Guerrieri non hanno più benzina per ribaltare l'incontro nei pochi minuti che restano. Al termine, il pubblico di casa contesta il capo-allenatore Greiger, che chiude l'esperienza guerriera con questa partita e andrà ad allenare i Seamen Milano.
I Doves Bologna, al contrario, continuano la corsa e in trasferta battono in successione i Jets Bolzano e i Panthers Parma, accedendo al V Superbowl italiano. Sabato 6 luglio, davanti ai 20.000 spettatori dello Stadio Silvio Appiani di Padova, le Colombe sono il primo team bolognese a vincere il massimo campionato italiano, imponendosi sugli Angels Pesaro per 27 - 11. Si tratta di un sorpasso in piena regola, costruito con l'ingaggio di un capo-allenatore professionista (Jim Emery) e di un runningback di valore assoluto (Garry Pearson) che nei quattro anni giocati negli UMass Minutemen dell'Università del Massachusetts (1979-82) ha frantumato 12 record della squadra ed è stato eletto nella Hall of Fame.
Per i concittadini Guerrieri, invece, è arrivato il momento di cambiare marcia per recuperare il terreno perduto.

### Campioni d'Italia 1986
Arrivano un nuovo capo allenatore con esperienza nell'Università del Minnesota inserita nella prestigiosa Big Ten Conference, Calvin Cal Stoll, e un nuovo runningback da Angelo State University in Texas (II Divisione della NCAA, Lone Star Conference) dove è stato eletto Little All-American 1985 dai giornalisti dell'Associated Press, Wesley Williams (#22). L'head coach, che si avvale dell'assistenza del riconfermato Volpini per la difesa, ridisegna ruoli e schemi, spostando Paolo Fantazzini (#30) da runningback a quarterback, e orientando ancora di più il gioco offensivo sulle corse. Arriva l'eclettico attaccante italiano Aldo Stanzani (#18) dai Falchi Modena, che nei campionati precedenti si è messo in luce correndo con la palla, ricevendo su azione, ed anche tornando i calci avversari, formando con il quarterback Davide Baracchi una delle migliori coppie offensive della Serie A; tuttavia, nel massimo campionato del 1986 i Guerrieri eseguiranno pochi schemi offensivi ma sicuri, cioè corsa, corsa ed ancora corsa, mentre la difesa confermerà le grandi prestazioni del passato. Funzionerà alla grande, anche se il solido gioco su terra farà storcere il naso a giornalisti ed appassionati sostenitori del gioco aereo.
I Guerrieri chiudono la regular season con un ottimo 8 - 1 - 1 e il secondo posto nel Girone Nord, il secondo migliore attacco per punti segnati (351) e la migliore difesa per punti subiti (26). Gli unici dolori vengono dai derby con le Colombe scudettate, un pareggio per 0 - 0 e una sconfitta per 7 - 14 che decidono il primo posto nel girone.
I play-off sono una cavalcata inarrestabile: vengono battuti i Gladiatori Roma negli ottavi di finale con il risultato di 56 a 6, i Panthers a Parma per 41 a 7, ed infine i Jets Bolzano in semifinale per 42 a 13 (con l'affermazione sugli altoatesini, i Guerrieri guadagnano anche la riconferma della sponsorizzazione per l'anno successivo, come promesso da Clementino Bonfiglioli). Sull'altro lato del tabellone, i cugini superano gli Squali Genova negli ottavi, ma poi vengono battuti a domicilio dagli Angels Pesaro per 29 - 23; i marchigiani, battendo in semifinale i Rhinos Milano per 10 - 0, saranno per la terza volta consecutiva sulla strada della compagine bolognese nella post-season, stavolta nella finalissima che verrà disputata proprio a Bologna.
E arriva il momento del VI Superbowl italiano, il 5 luglio 1986: allo Stadio Renato Dall'Ara, di fronte a 26.000 spettatori va in scena una partita agonisticamente tesa, a tratti non spettacolare, ma i Warriors riescono finalmente a conquistare il titolo con td di Williams, Hargreaves e Stanzani su pass di Williams (fallendo tutte e tre le conversioni), cui i pesaresi rispondono solo con un td di Max Meyer (#29) imbeccato da Scott Swallow (#33) e trasformazione alla mano, per il risultato finale di 18 - 8. MVP dell'incontro viene eletto il colored da San Angelo.
Wesley Williams saluta il pubblico e la squadra, e a metà luglio è già al campo estivo dei Washington Redskins ma il 5 agosto viene tagliato, dopo un infortunio che ne termina la carriera. Cal Stoll torna negli USA ed avrà grossi problemi di salute: trapiantato di cuore nel 1987, lascerà questo mondo il 25 agosto 2000.
In autunno, i Guerrieri disputano il campionato delle Basi NATO per “fare le ossa” alle riserve e ai giovani, in un torneo con sole squadre americane (0 - 5).

### Ancora al vertice
Il 1987 è l'ennesimo anno basato sulle corse, nonostante l'arrivo di Roberto Bonanzinga (#87) dai Condor Grosseto, uno dei più forti wide receiver italiani, e del quarterback Giovanni Rossi (#7) dai Panthers Parma, che ha guidato ai play-off nelle ultime stagioni. Su consiglio di Cal Stoll, arrivano dal Minnesota il nuovo head coach Patrick Bruno Waldner e il nuovo runningback, Valdez Baylor (#23) che ha avuto buone statistiche nell'ultimo anno giocato con i Golden Gophers. Vengono riconfermati l'allenatore della difesa Albert Volpini, il secondo americano Vernon Hargreaves e lo sponsor Bonfiglioli Riduttori.
I Guerrieri chiudono al primo posto il Girone A, con 11 vittorie e 1 sconfitta, il migliore attacco per punti segnati (467) e la sesta difesa (94). Battono Mastini Ivrea e Redskins Verona nei primi turni dei play-off, ma nella semifinale, con entrambi i giocatori USA infortunati, si arrendono 12 - 31 nella trasferta giocata contro i Frogs Legnano guidati dal QB italo-americano Robert Frasco, dopo essere passati due volte in vantaggio con altrettanti pass di Fantazzini per Stanzani (non trasformati). Valdez Baylor gioca poche azioni senza incidere sulla gara, i Frogs accedono al VII Superbowl italiano che si disputa l'11 luglio allo Stadio Romeo Neri di Rimini, e lo vincono per 27 - 24 sui Seamen Milano. Il runningback dall'Università del Minnesota chiude mestamente una stagione che lo ha visto protagonista assoluto del campionato, segnando 30 touchdown, tuttora il record di segnature per un giocatore della franchigia bolognese.

### La quarta finale
Il 1988 è l'anno in cui la neonata Federazione Italiana American Football, affiliata al CONI, rileva le attività dell'AIFA; e l'anno precedente è stata rimossa la regola che proibiva il ruolo di quarterback ai giocatori stranieri. I Guerrieri mutano finalmente la filosofia d'attacco: confermato il coaching staff, arrivano l'assistente per l'attacco ed RB/DB Gary Fischer (#10) e due registi offensivi, l'italiano Davide Baracchi da Modena (dove è stata chiusa la franchigia dei Falchi), e il QB/RB statunitense Michael Lievermann, che giocherà titolare nel ruolo di QB (#24, poi #11) Il gioco offensivo è ora più equilibrato, e il passing game produce 15 TD nella regular season: il target preferito dai QB guerrieri è Aldo Stanzani (#18), che segna 5 volte su pass di Lievermann e 1 di Baracchi; anche gli altri compagni di reparto sono produttivi sui lanci: 3 TD per Giulio Gallazzi (#81), 2 per Alberto Bonomi (#88) e Alessandro Geminiani (#80), 1 per Stefano Schwetz (#87) e il Taz (#30). Lievermann, che segna anche 5 TD su corsa, subisce una forte contusione ai reni nel derby e rimarrà fuori per il resto del campionato; nelle ultime partite della stagione regolare, nel ruolo di regista offensivo giocheranno in rotazione Davide Baracchi (#22) e il QB dell'under 21 Luca Panino Danielli (#11).
I Guerrieri chiudono al secondo posto del Girone Centro con un record di 10 - 2, con il quinto attacco del campionato per punti segnati (311) e la seconda difesa (85); le uniche sconfitte sono arrivate dalla trasferta di Milano contro i Rhinos capolisti per 9 - 16, e nel derby con le Colombe sponsorizzate Malipiero per 7 - 9, combattuto fino all'ultimo minuto e deciso da due fumble a poche yard dalla end zone avversaria, uno per tempo. Nei play-off, dopo una larga affermazione sui Lancieri Novara per 47 - 6 ed una di misura sui Chiefs Ravenna per 7 - 2, con 4 ricevitori in end zone (Bonomi, Gallazzi, Geminiani, Stanzani) imbeccati dai due quarterback italiani, arriva la tanto desiderata rivincita contro i Rhinos vincitori del III Superbowl italiano di Genova: la semifinale si gioca al Campo Forza e Coraggio di Milano e i Guerrieri escono vittoriosi per 20 - 13 con 3 TD su corsa (Baracchi, Fischer, Hargreaves). Gli avversari nella finale (la quarta per i Guerrieri) saranno, ancora una volta, i Frogs Legnano sponsorizzati Philips che nell'altra semifinale hanno interrotto la perfect season dei Doves con un 34 - 14.
Il 9 luglio, nell'VIII Superbowl italiano che si disputa allo Stadio Dorico di Ancona davanti a 7.000 spettatori, i Warriors vengono sconfitti dai lombardi (alla 32ª vittoria consecutiva e seconda perfect season di fila) guidati da Robert Frasco, con un perentorio 0 - 17 segnato nel primo tempo. Il capo allenatore Waldner ha basato quasi tutto il gioco offensivo sulle corse del connazionale Fischer, che è entrato in campo menomato alla mano destra (fratture multiple), snaturando l'impostazione dell'intera stagione e rendendo estremamente prevedibili le azioni dei Guerrieri dopo un primo drive spentosi non lontano dalla end zone avversaria, e questa decisione ha pesato negativamente sulla partita: il presidente Lodi è furioso con l'allenatore, che in breve lascerà la panchina della franchigia.

### Il 1989, e la crisi del football italiano
Per il campionato 1989, la dirigenza dei Warriors mette a contratto il sergente di ferro Jerry Douglas, già capo allenatore degli acerrimi rivali di Pesaro e della Nazionale Italiana, che ha portato alla vittoria nel Campionato europeo del 1987, ed un nuovo runningback statunitense, Loren Christopher Chris Thomas (#44).
I Guerrieri vincono le prime 4 partite incluso il derby con le Colombe, poi perdono per 33 - 35 alla Lunetta contro i Gladiatori Roma guidati dall'ex Michael Lievermann che in attacco forma una coppia eccellente con Bobby Davis. Tornano alla vittoria, pareggiano 0 - 0 sul campo degli Angels Pesaro e poi si riprendono la rivincita del Superbowl battendo i Frogs Legnano a domicilio per 3 - 0, con un field goal del kicker Dario Pattacini (#10). A questo punto, la stagione si spegne: sconfitti in casa dai Seamen Milano, poi a Bergamo di misura (0 - 8), vincono contro gli Skorpions Varese ma non vanno oltre un terzo posto nel girone. Chiudono infatti la regular season con un 8 - 1 - 3 nel Girone B, dietro i Chiefs Ravenna e i Saints Padova, e verranno battuti dai Frogs Legnano nei quarti di finale dei play-off, con un perentorio 40 - 13.
Vernon Hargreaves (#63), pilastro della difesa per cinque campionati (1985-9), chiude l'esperienza con i Guerrieri e torna negli USA, dove continuerà la carriera di allenatore e lavorerà per svariate università della I Divisione NCAA (attualmente, è responsabile dei linebacker dei Razorbacks dell'Università dell'Arkansas); suo figlio Vernon Hargreaves III sarà undicesima prima scelta del 2016 e giocatore professionista nella NFL. Lascia anche lo sponsor Bonfiglioli Riduttori, che ha sostenuto economicamente la franchigia nelle stagioni agonistiche disputate da Vernellone, nelle quali i Guerrieri si sono confermati al vertice del movimento, disputando 2 Superbowl italiani e vincendone 1 (1986).
Dopo un decennio di espansione, il football americano in Italia segna una crisi progressiva, che nel giro di altri dieci anni frazionerà e ridurrà ai minimi termini il movimento. Un calo, fisiologico, di attenzione da parte di pubblico e mass-media dopo il boom degli anni '80, porterà alla crisi di partecipazione ed economica delle società che hanno fatto la Storia di questa disciplina sportiva, causando chiusure, fusioni e migrazioni di giocatori: tra le altre, i Rams Milano si sono sciolti nel 1986, i Falchi Modena (eredi degli antesignani Diavoli Modena) nel 1987, sempre nel 1987 le Aquile Ferrara sono retrocesse in A2, i Panthers Parma e i Rhinos Milano spariranno nel 1990 (sebbene questi ultimi siano i campioni in carica, segno che il movimento non riesce più a generare una significativa attrattiva commerciale), e gli Angels Pesaro nel 1993, i Seamen Milano retrocederanno in A2 nel 1991 e i Jets Bolzano nel 1993, e chiuderanno i battenti nel 1995.
Nella realtà sportiva bolognese, sono diversi i fattori che cambiano e spostano l'attenzione: il ritorno nella serie maggiore della squadra di calcio locale, il Bologna FC, la crescita delle due squadre di basket (Virtus e Fortitudo) che imperverseranno nella Serie A1 e nell'Eurolega (tanto che la città verrà soprannominata Basket City), e la crescita di una solida realtà provinciale nel football americano, i Phoenix San Lazzaro (poi Phoenix Bologna) che calamiterà giocatori e risorse dalle franchigie storiche.
A causa di difficoltà economiche, i Warriors si fondono con l'altra squadra cittadina blasonata, i Doves, con i quali avevano dato vita fino a quel momento ad un'accesa e partecipata rivalità. Disputano un mediocre campionato 1990 (6 - 0 - 6) con il nome di Bologna American Football e la sponsorizzazione Saiet, e per la prima volta dal 1982 nemmeno si qualificano ai play-off; nel campionato 1991, con la denominazione Rebels Bologna e la sponsorizzazione de La Fortezza, chiudono la stagione regolare con un 7 - 0 - 3, ma la difesa non è più quella di un tempo, e vengono battuti dai Pharaones Milano (che hanno arruolato molti giocatori dai disciolti Rhinos) nei quarti di finale.
La società riprende il nome Warriors nei campionati 1992 (7 - 0 - 5 e quarti persi con le Aquile Ferrara) e 1993 (3 - 0 - 7), ma il continuo calo di pubblico e le crescenti difficoltà portano, nel 1994, allo scioglimento.

### La rinascita
Dalle ceneri dei Warriors, nel 1995 nasce la Virtus American Football Team, affiliata alla polisportiva SEF Virtus Bologna, che disputa per alcune stagioni il campionato di arena football, e la serie A per una sola stagione, nel 2000.
Nel 2003 la Virtus AFT riprende il nome di Warriors, disputando la Serie B (allora Silver League), per poi tornare in serie A la stagione successiva. Nel 2005 i Warriors giungono ancora al Superbowl, sconfitti dai pluriscudettati Lions Bergamo, e nel 2006 partecipano al loro primo Eurobowl, che non avevano potuto disputare nel 1987, anno in cui la massima manifestazione continentale non ebbe luogo.
Nel 2008 disputano l'ultimo Superbowl organizzato dalla NFL Italy, perdendo alla Lunetta Gamberini contro gli Hogs Reggio Emilia, per poi iscriversi alla Italian Football League l'anno successivo.

### Campionato 2010
Il 2010 è stato un anno di transizione per i Guerrieri, che si sono classificati ottavi (penultimo posto) nel Girone Unico della Italian Football League. La stagione è stata difficoltata da diversi fattori: una preparazione tardiva, problemi con il terzo americano e numerosi infortuni hanno inficiato la resa dei Guerrieri, che hanno iniziato a produrre punti solo nelle ultime partite della stagione regolare.
La squadra è stata guidata dal tecnico statunitense John Knight, che ha avuto Vincent "Vinny" Argondizzo come vice, e Giorgio Longhi come allenatore della difesa.
Sono stati ingaggiati nuovi giocatori statunitensi: Vincent Esposito (#7, quarterback) e Jason Haller (#3, runningback) hanno disputato regolarmente la stagione; per quanto riguarda il doppio-ruolo di wide receiver e defensive back, c'è stata una rotazione di giocatori a causa di problemi personali: Alfonso Jackson è stato sostituito da Lance Burns, che ha dovuto lasciare la squadra dopo le prime tre giornate, sostituito a sua volta da Frank Duong (#9).

### Campionato 2011
Il tecnico italo-americano Vincent Vinny Argondizzo, assistente nell'anno precedente, è stato promosso a capo-allenatore.
Sono stati ingaggiati tre nuovi giocatori statunitensi: il quarterback Eric Marty che ha già esperienza europea (ha guidato i Giants Bolzano e gli austriaci Danube Dragons, con entrambe le squadre ha vinto i rispettivi campionati), il runningback Jordan Scott dalla Colgate University di cui detiene diversi record e il wide receiver Walter Peoples dalla Southeast Missouri State University, cui verrà chiesto di giocare nel doppio ruolo, cioè anche come defensive back in difesa. Scott e Peoples vestiranno la maglia biancoblù per tre campionati, eccellendo nelle rispettive categorie.
Con una stagione regolare perfetta (9 partite vinte e nessuna sconfitta), i Guerrieri si sono classificati primi nel girone unico della Italian Football League 2011; nella semifinale dei play-off hanno battuto gli Hogs Reggio Emilia, e nell'Italian Superbowl IV disputato a Parma davanti a 2.500 spettatori (il quarto organizzato dalla Italian Football League (IFL) e il settimo partecipato dai Guerrieri – la nona finale, conteggiando i due Winter Bowl disputati negli anni novanta come Virtus AFT, di cui una vinta) sono stati sconfitti dai Panthers Parma per 76–62, record di punti complessivi segnati dalle due finaliste.

### Campionato 2012
Nel 2012 l'head coach Vincent Mario Vinny Argondizzo diventa capo-allenatore della Nazionale italiana e così sulla panchina dei Guerrieri arriva Antonino Tony Mangiafico. Oltre ai confermati Jordan Scott (runningback) e Walter Peoples (wide receiver, defensive back), è stato ingaggiato il quarterback Eric Watt dalla Trine University vincitore del Gagliardi Trophy 2010 come terzo giocatore statunitense.
Dopo 9 vittorie sulle 11 gare disputate in stagione regolare e il terzo posto nel Girone Unico, i Guerrieri accedono nuovamente ai playoff, dove nella wild card casalinga battono i Dolphins Ancona ma poi allo Stadio Lanfranchi di Parma perdono la semifinale per 20 – 42, ancora contro i Panthers Parma.

### Campionato 2013
L'italo-americano Vincent Vinny Argondizzo è tornato a dirigere la squadra dopo un anno dedicato completamente alla Nazionale italiana, che condurrà fino agli Europei B nell'estate 2013.
Oltre ai confermati Jordan Scott (runningback) e Walter Peoples (wide receiver, defensive back), è stato ingaggiato il quarterback Jacob Caron dalla Pomona-Pitzer University come terzo giocatore statunitense.
I Guerrieri si sono classificati primi nel Girone B, e sono stati eliminati dai Seamen Milano nella semifinale dei playoff giocata in casa e che hanno condotto per tre quarti su quattro, superati negli ultimi 10 minuti di gioco.
Sono cinque, i giocatori bolognesi inseriti nel roster definitivo della Nazionale per l'Europeo B disputato al Vigorelli di Milano dal 31 agosto al 7 settembre: il wide receiver Mario SuperMario Panzani, 42 anni e recordman per iarde ricevute in carriera nel campionato italiano, gli uomini di linea d’attacco Stefano Chiappini e Francesco Fanti, i difensori Federico Forlai e Paolo Ricchiuti. L'Italia ha vinto le due partite del girone contro la Spagna e la Gran Bretagna, e ha perso la finale contro la Danimarca per 29 – 49.

### Campionato 2014
Nel 2014 la società ha lanciato il progetto ALLBLUE, che prevede l'introduzione di un nuovo logo (una versione più moderna del precedente) e la partecipazione al campionato di prima divisione (IFL) senza l'ausilio di giocatori professionisti stranieri.
Mauro Solmi – già giocatore dei Guerrieri negli anni '80 e allenatore della difesa di lungo corso – è diventato il capo-allenatore, mentre Vincent Argondizzo si è occupato degli special team.
I Guerrieri hanno disputato il Girone Unico della Prima Divisione IFL 2014 e hanno chiuso la stagione regolare con un record di 3 partite vinte e 7 perse, il nono attacco e la sesta difesa della divisione per punti fatti e subiti, piazzandosi all'ottavo posto del girone. La posizione in classifica non è stata sufficiente per ottenere la qualificazione ai play-off.

### Campionato 2015
Nel 2015, i Guerrieri hanno disputato la stagione regolare nel Girone Sud della Prima Divisione IFL e ottenuto il terzo posto – valido per la qualificazione ai playoff – con un record di 5 partite vinte e 5 perse, l'ottavo attacco e la quarta difesa della divisione per punti fatti e subiti.
Nei quarti di finale, sono stati battuti dai Panthers Parma allo Stadio Ennio Tardini per 14 – 43.

### La retrocessione
Nel 2016 i Guerrieri scontano il fatto di essere l'unica squadra che non schiera giocatori americani e nemmeno l'oriundo, e disputano il peggiore campionato della loro Storia, perdendo tutte e dieci le partite della regular season, e lo spareggio (playout) per rimanere nella massima categoria (contro i Lions Bergamo).
L'anno successivo disputeranno per la seconda volta il campionato di Seconda Divisione, la prima volta dopo una retrocessione sul campo.

### Un nuovo inizio
I Warriors Bologna si presentano sullo schieramento di partenza del Girone C della Seconda Divisione FIDAF con la squadra più giovane della categoria, ed alcuni acquisti da franchigie vicine, come il ritorno del QB Nicolò Willo Scaglia (#10) dalle Aquile Ferrara.
Chiudono la stagione regolare con un record perfetto di 8–0 e due vittorie tirate nei derby con i Braves Bologna (14–10, 14–13), il primo posto nel girone, il quarto attacco dell'intera divisione per punti segnati e la migliore difesa (solo 36 punti subiti).
Nei quarti di finale dei play-off superano i Gladiatori Roma per 24–14, poi cedono il passo agli Hogs Reggio Emilia per 6–14.
Una stagione largamente positiva, nella quale la squadra guerriera ha messo in evidenza un gruppo compatto ed alcune individualità di valore assoluto.

### Campionato 2018, il Silver Bowl
L'ex-giocatore ed allenatore della Nazionale Giorgio Longhi, che è stato quality coach nel campionato precedente, è diventato capo-allenatore della squadra senior, ed è stato affiancato da Andrea Vecchi (arrivato dai Rhinos Milano, che sotto la sua direzione hanno raggiunto due Italian Bowl e un Eurobowl) nel ruolo di allenatore dell'attacco e dal confermato Mauro Solmi come allenatore della difesa.
L'offensive coordinator Vecchi ha reso più concreto e redditizio il gioco d'attacco, ridisegnando i ruoli (ad esempio Maxym Berezan, che nella stagione precedente è stato il primo runningback della squadra, è stato spostato a tight end), introducendo una nuova formazione-base (una shotgun formation con un solo RB di fianco al quarterback), e il sistema di chiamata degli schemi a gesti dalla sideline (il cosiddetto no huddle offense, che velocizza la ripresa dell'azione senza dare il tempo alla difesa di impostare i correttivi tattici necessari).
Diversi giocatori sono arrivati oppure rientrati da altre squadre: il RB Ervis Cira ed il DE Andrea Mirenda da Milano, il WR Edoardo Gulisano dagli Elephants Catania, mentre debutterà con la squadra senior il runningback Alessio Corazza che è stato leader delle corse nell'Under 19; rientrano gli offensive linemen Cristi Ciobanu e Riccardo Bovina, e i defensive back Manuel Masi dai Ravens Imola, Antonio Sciacqua da Bari, Matteo Faieti e Paolo Bracciale.
Dopo una stagione regolare di sole vittorie (8 – 0 il record), i Guerrieri hanno vinto tutte e tre le partite di play-off aggiudicandosi il XXV Silver Bowl a Parma, realizzando così una perfect season cioè una “stagione perfetta” (senza sconfitte, 11 – 0) ed ottenendo la promozione alla Prima Divisione FIDAF 2019.
È stato il primo trofeo di secondo livello conquistato dalla squadra bolognese.

#### Nuova divisa
In questo campionato, i Guerrieri hanno indossato una nuova divisa casalinga, tutta blu reale – coerentemente con il programma sportivo in esecuzione, All Blue – anche nei pantaloni, che sostituiscono quelli storici di colore argento. I pantaloni blu hanno sostituito quelli argento anche nella divisa di trasferta (con le maglie bianche, come da tradizione).

## Dettaglio stagioni

### Tornei nazionali

#### Campionato
I Guerrieri hanno partecipato 26 volte al campionato italiano di 1º livello, qualificandosi 19 volte ai play-off, partecipando a 7 finali e vincendone 1 (il VI Superbowl, 1986).
Nei livelli inferiori, con la denominazione Virtus A.F.T. hanno vinto il VI Snowbowl (1997) della Winter League FIAF (terzo livello) disputata con formazioni a 8 giocatori.

##### AIFA/Serie A/A1/Golden League/IFL/Prima Divisione
| Stagione | regular season | regular season | regular season | regular season | regular season | regular season | playoff | playoff | playoff | playoff | playoff | playoff           | playoff             |
|          | Vin            | Par            | Per            | Tot            | PF             | PS             | Vin     | Per     | Tot     | PF      | PS      | risultato         | avversaria          |
| -------- | -------------- | -------------- | -------------- | -------------- | -------------- | -------------- | ------- | ------- | ------- | ------- | ------- | ----------------- | ------------------- |
| 1982     | 6              | 0              | 4              | 10             | 190            | 108            | -       | -       | -       | -       | -       | -                 | -                   |
| 1983     | 7              | 1              | 2              | 10             | 180            | 118            | 2       | 1       | 3       | 69      | 32      | Finale            | Rhinos Milano       |
| 1984     | 8              | 2              | 0              | 10             | 334            | 33             | 2       | 1       | 3       | 34      | 30      | Finale            | Frogs Busto Arsizio |
| 1985     | 8              | 0              | 4              | 12             | 171            | 65             | 0       | 1       | 1       | 6       | 7       | Ottavi di finale  | Angels Pesaro       |
| 1986     | 8              | 1              | 1              | 10             | 351            | 26             | 4       | 0       | 4       | 157     | 34      | Campioni d'Italia | Angels Pesaro       |
| 1987     | 11             | 1              | 0              | 12             | 467            | 94             | 2       | 1       | 3       | 95      | 38      | Semifinale        | Frogs Legnano       |
| 1988     | 10             | 0              | 2              | 12             | 311            | 85             | 3       | 1       | 4       | 74      | 38      | Finale            | Frogs Legnano       |
| 1989     | 8              | 1              | 3              | 12             | 202            | 107            | 0       | 1       | 1       | 13      | 40      | Quarti di finale  | Frogs Legnano       |
| 1990     | 6              | 0              | 6              | 12             | 213            | 216            | -       | -       | -       | -       | -       | -                 | -                   |
| 1991     | 7              | 0              | 3              | 10             | 316            | 256            | 0       | 1       | 1       | 21      | 35      | Quarti di finale  | Pharaones Milano    |
| 1992     | 7              | 0              | 5              | 12             | 293            | 255            | 0       | 1       | 1       | 21      | 33      | Quarti di finale  | Aquile Ferrara      |
| 1993     | 3              | 0              | 7              | 10             | 288            | 322            | -       | -       | -       | -       | -       | -                 | -                   |
| 2000     | 6              | 0              | 3              | 9              | 149            | 101            | 0       | 1       | 1       | 0       | 26      | Quarti di finale  | Giants Bolzano      |
| 2004     | 3              | 0              | 5              | 8              | 88             | 263            | 0       | 1       | 1       | 20      | 25      | Quarti di finale  | Aquile Ferrara      |
| 2005     | 6              | 0              | 2              | 8              | 279            | 130            | 1       | 1       | 2       | 49      | 69      | Finale            | Lions Bergamo       |
| 2006     | 4              | 0              | 4              | 8              | 209            | 166            | 1       | 1       | 2       | 14      | 21      | Semifinale        | Lions Bergamo       |
| 2007     | 4              | 0              | 3              | 7              | 225            | 164            | 0       | 1       | 1       | 20      | 24      | Quarti di finale  | Lions Bergamo       |
| 2009     | 1              | 0              | 8              | 9              | 170            | 302            | -       | -       | -       | -       | -       | -                 | -                   |
| 2010     | 2              | 0              | 6              | 8              | 245            | 265            | -       | -       | -       | -       | -       | -                 | -                   |
| 2011     | 9              | 0              | 0              | 9              | 798            | 258            | 1       | 1       | 2       | 108     | 103     | Finale            | Panthers Parma      |
| 2012     | 9              | 0              | 2              | 11             | 418            | 349            | 1       | 1       | 2       | 61      | 76      | Semifinale        | Panthers Parma      |
| 2013     | 5              | 0              | 3              | 8              | 169            | 135            | 0       | 1       | 1       | 22      | 32      | Semifinale        | Seamen Milano       |
| 2014     | 3              | 0              | 7              | 10             | 121            | 250            | -       | -       | -       | -       | -       | -                 | -                   |
| 2015     | 5              | 0              | 5              | 10             | 157            | 171            | 0       | 1       | 1       | 14      | 43      | Quarti di finale  | Panthers Parma      |
| 2016     | 0              | 0              | 10             | 10             | 87             | 334            | 0       | 1       | 1       | 7       | 34      | Retrocessi        | Lions Bergamo       |
| 2019     | 1              | 0              | 7              | 8              | 173            | 277            | -       | -       | -       | -       | -       | -                 | -                   |
| 2021     | 2              | 0              | 6              | 8              | 124            | 245            | -       | -       | -       | -       | -       | -                 | -                   |
| Totale   | 149            | 6              | 109            | 264            | 6737           | 5254           | 17      | 17      | 34      | 805     | 730     |                   |                     |

##### Serie A NFLI
A seguito dell'ingresso di FIDAF nel CONI questo torneo - pur essendo del massimo livello della propria federazione - non è considerato ufficiale.
| Stagione | regular season | regular season | regular season | regular season | regular season | regular season | playoff | playoff | playoff | playoff | playoff | playoff   | playoff            |
|          | Vin            | Par            | Per            | Tot            | PF             | PS             | Vin     | Per     | Tot     | PF      | PS      | risultato | avversaria         |
| -------- | -------------- | -------------- | -------------- | -------------- | -------------- | -------------- | ------- | ------- | ------- | ------- | ------- | --------- | ------------------ |
| 2008     | 8              | 0              | 0              | 8              | 280            | 69             | 2       | 1       | 3       | 104     | 58      | Finale    | Hogs Reggio Emilia |
| Totale   | 8              | 0              | 0              | 8              | 280            | 69             | 2       | 1       | 3       | 104     | 58      |           |                    |

##### Secondo livello
Il campionato di secondo livello di football americano in Italia cui hanno partecipato i Guerrieri ha assunto, nel corso degli anni, varie denominazioni: Winter League FIAF, Silver League FIAF, Silver League NFLI, Seconda Divisione FIDAF.
| Stagione | regular season | regular season | regular season | regular season | regular season | regular season | playoff | playoff | playoff | playoff | playoff | playoff          | playoff            |
|          | Vin            | Par            | Per            | Tot            | PF             | PS             | Vin     | Per     | Tot     | PF      | PS      | risultato        | avversaria         |
| -------- | -------------- | -------------- | -------------- | -------------- | -------------- | -------------- | ------- | ------- | ------- | ------- | ------- | ---------------- | ------------------ |
| 1998     | 7              | 0              | 1              | 8              | 289            | 130            | 0       | 1       | 1       | 25      | 26      | Divisionali      | Bengals Brescia    |
| 1999     | 5              | 0              | 3              | 8              | 184            | 133            | -       | -       | -       | -       | -       | -                | -                  |
| 2002     | 2              | 0              | 5              | 7              | 64             | 177            | -       | -       | -       | -       | -       | -                | -                  |
| 2003     | 1              | 0              | 6              | 7              | 79             | 218            | 1       | 1       | 2       | 25      | 66      | Quarti di finale | Seagulls Salerno   |
| 2017     | 8              | 0              | 0              | 8              | 224            | 36             | 1       | 1       | 2       | 30      | 28      | Semifinale       | Hogs Reggio Emilia |
| 2018     | 8              | 0              | 0              | 8              | 327            | 25             | 3       | 0       | 0       | 103     | 17      | Campioni         | Pretoriani Roma    |
| Totale   | 31             | 0              | 15             | 46             | 1167           | 719            | 5       | 3       | 8       | 183     | 137     |                  |                    |

##### Terzo livello
Il campionato di terzo livello di football americano in Italia cui hanno partecipato i Guerrieri ha assunto, nel corso degli anni, varie denominazioni: Winter League FIAF, CIF9.
| Stagione | regular season | regular season | regular season | regular season | regular season | regular season | playoff | playoff | playoff | playoff | playoff | playoff              | playoff         |
|          | Vin            | Par            | Per            | Tot            | PF             | PS             | Vin     | Per     | Tot     | PF      | PS      | risultato            | avversaria      |
| -------- | -------------- | -------------- | -------------- | -------------- | -------------- | -------------- | ------- | ------- | ------- | ------- | ------- | -------------------- | --------------- |
| 1996     | 5              | 0              | 3              | 8              | 232            | 136            | 2       | 1       | 3       | 62      | 51      | Finale               | Bengals Brescia |
| 1997     | 7              | 0              | 1              | 8              | 299            | 155            | 3       | 0       | 3       | 129     | 112     | Campioni             | Marines Ostia   |
| 2010     | 0              | 0              | 6              | 6              | 34             | 228            | -       | -       | -       | -       | -       | -                    | -               |
| 2011     | 6              | 0              | 0              | 6              | 224            | 37             | 2       | 1       | 3       | 70      | 34      | Finale di conference | Aquile Ferrara  |
| Totale   | 18             | 0              | 10             | 28             | 789            | 556            | 7       | 2       | 9       | 261     | 197     |                      |                 |

### Tornei internazionali
I Guerrieri Campioni d'Italia 1986 non disputarono il torneo europeo per club campioni nazionali l'anno successivo, perché la competizione non venne disputata.
Parteciparono alla European Football League nel 2006, in virtù della finale del massimo campionato italiano giocata e persa contro i Lions Bergamo l'anno precedente.

#### European Football League
| Stagione | regular season | regular season | regular season | regular season | regular season | regular season | playoff | playoff | playoff | playoff | playoff | playoff   | playoff    |
|          | Vin            | Par            | Per            | Tot            | PF             | PS             | Vin     | Per     | Tot     | PF      | PS      | risultato | avversaria |
| -------- | -------------- | -------------- | -------------- | -------------- | -------------- | -------------- | ------- | ------- | ------- | ------- | ------- | --------- | ---------- |
| 2006     | 0              | 0              | 2              | 2              | 20             | 92             | -       | -       | -       | -       | -       | -         | -          |
| Totale   | 0              | 0              | 2              | 2              | 20             | 92             | -       | -       | -       | -       | -       |           |            |

Fonte: Enciclopedia del Football – A cura di Massimo Mezzetti

## Personaggi storici

### MVP
- Wesley Williams, MVP del VI Superbowl italiano

### Maglie ritirate
Come da tradizione americana, alcuni giocatori sono stati talmente importanti per la storia dei Warriors che i loro numeri sono stati ritirati e non possono più essere indossati dai giocatori biancoblù.
| numero | giocatore        | data ritiro    |
| #30    | Paolo Fantazzini | 14 aprile 2007 |
| #48    | Joseph Inzinna   | 15 marzo 1986  |

### Persone inserite nella Hall of Fame italiana
- Giorgio Longhi, runningback e coach, introdotto nella Hall of Fame Italy nel 2007. Di nuovo introdotto nella FIDAF Hall of Fame nel 2017.[65][75]

## Palmarès
- 1 Italian Bowl (Campioni d'Italia): 1986.
- 1 Silver Bowl (Campioni d'Italia di Seconda Divisione): 2018.
- 1 Snowbowl (Campioni d'Italia di Football a 8, come Virtus A.F.T.): 1997.
- 2 Young Bowl (Campioni d'Italia Under 21): 2006, 2008.